# 알레조 사우라스

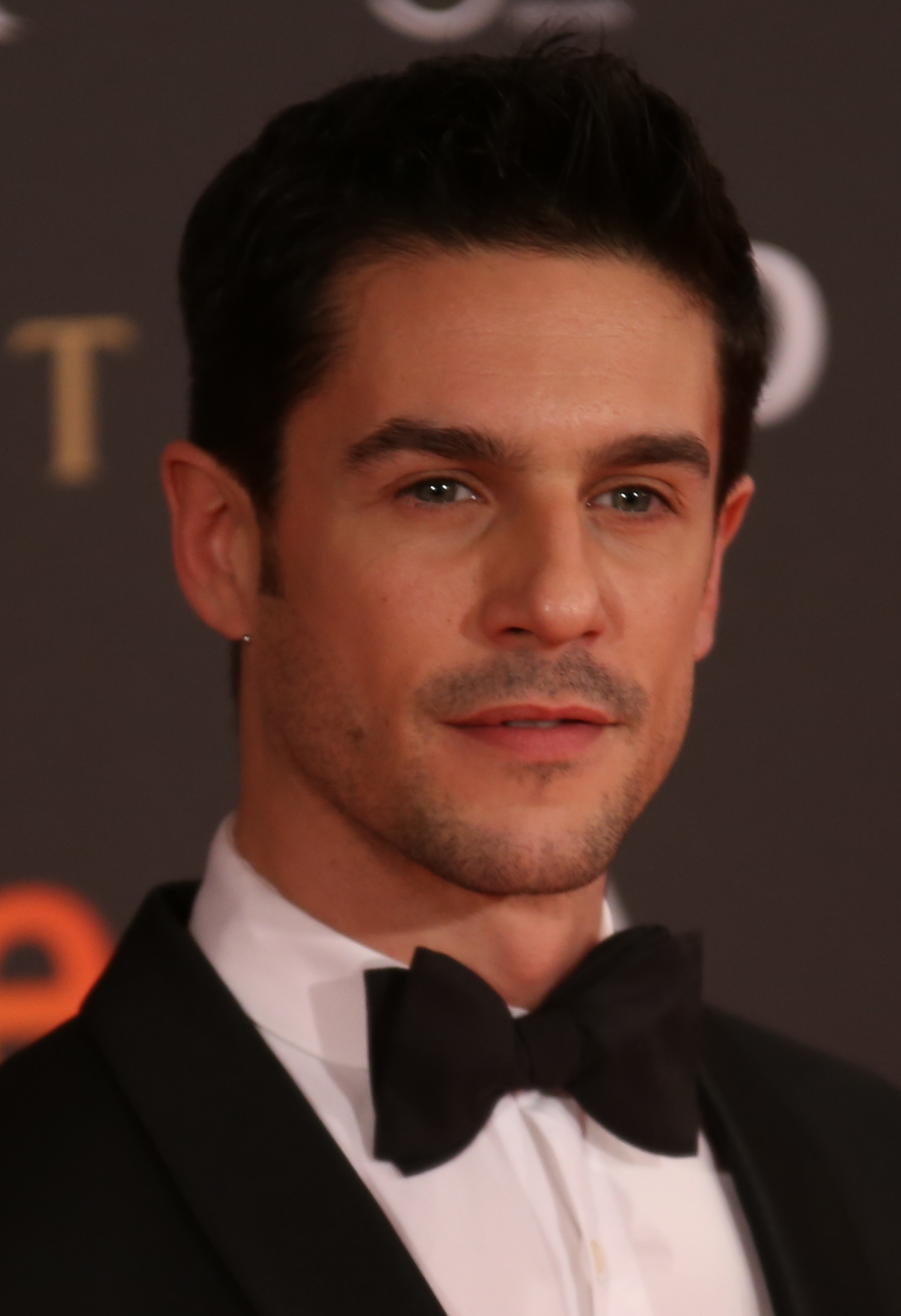

알레조 사우라스(Alejo Sauras, 1979년 6월 29일 ~ )는 스페인의 배우, 텔레비전 배우이다.
팔마데마요르카에서 태어났다.

## 영화
- 체스 플레이어 (2017년) - 하비에르 산체스 역
- 언포게터블 (2012년)
- 섹스, 파티 그리고 거짓말 (2009년)
- 브로큰 임브레이스 (2009년) - 알렉스 역
- 캠퍼스 킬러 (2008년)
- 페르마의 밀실 (2007년) - 갈루아 역
- 러브 에스프레소 (2007년) - 페드로 역
- 6호실 연쇄살인자의 일기 (2005년)